# John Madden Football (jeu vidéo, 1988)
John Madden Football est un jeu vidéo de sport (football américain) sorti en 1988 sur Apple II, puis en 1989 sous MS-DOS et sur Commodore 64. Le jeu, édité par Electronic Arts, est le premier volet de la série Madden NFL.

## Accueil
- AllGame : 3/5 (C64)[1]